# Rhynchospora schiedeana
Rhynchospora schiedeana är en halvgräsart som först beskrevs av Diederich Franz Leonhard von Schlechtendal, och fick sitt nu gällande namn av Carl Sigismund Kunth. Rhynchospora schiedeana ingår i släktet småag, och familjen halvgräs. Inga underarter finns listade i Catalogue of Life.